# 奇雲-派斯·保定
奇雲-派斯·保定（德語：Kevin-Prince Boateng，1987年3月6日—），簡稱奇雲·保定（德語：Kevin Boateng）或派斯，出生在西德西柏林，是一名已退役加納足球員，曾效力AC米蘭，司職中場，為現役德國足球運動員謝洛美·保定的哥哥。2023年8月11日宣佈結束職業球員生涯。
保定擁有德國和加納雙重國籍，他在2010年選擇代表加納國家足球隊在2010年世界盃上陣，他司職中場，也能勝任左、右翼鋒及中場其他位置。他被形容為有「技術和速度，配以高度的戰術意識和強大的體魄」。

## 球會生涯

### 哈化柏林
他在賴尼肯多福狐狸展開其足球生涯，後來被哈化柏林所買入。
1994年7月1日，年僅7歲的保定加盟哈化柏林。他在青年隊中嶄露頭角後代表預備組上陣了兩個球季。雖然，他曾兩次被逐離場，但他在2005/06球季依然贏得提升上一隊的機會。他在德甲第二輪對法蘭克福的賽事的下半場時首次代表球會上陣。他在這場賽事讓人印象深刻的表現，使他成為一隊的邊緣人，儘管他只有18歲。後來，他在德甲第十四輪對慕遜加柏的賽事中首次正選上陣。
保定視比利和李華度為其榜樣，偶爾會仿效他們與群眾同樂。他對踢球的熱愛雖然贏得觀眾的掌聲，但同時亦受到不少的批評。德國U19教練史泰歷克曾說道：「在成年隊，奇雲需要跳出其夢幻的足球世界。」從此，他開始減少了那些滑稽的動作。
2006年7月27日，保定獲得U19組別費斯·禾達大獎金牌。該獎項是頒發給表現在基礎之上的德國U17、U18和U19的球員。由德國足球總會、青年隊教練和德足總董事會成員所組成的評審委員會，將他選為第一名。8月16日，體育主任馬菲斯·森馬和德足總教練霍斯特·賀巴殊在德國蓋爾森基興向優秀球員，金獎的獲獎者頒發20,000歐羅獎金。他早在2005年亦曾贏得U18組別的費斯·禾達大獎銅牌。

### 熱刺
2007年7月，保定以據報540萬英鎊轉會費加盟熱刺。在連串在一隊的表現後，他在11月3日於對米杜士堡的賽事中首次於英超正選上陣。隨著時任熱刺領隊馬田·祖爾的離開、桑迪·拉莫斯上任和數名引人注目的球員加盟後，他被下放至預備組。後來，哈利·列納成為熱刺新領隊，才讓他有機會在聯賽盃第四圈以4-2的比分於主場擊敗利物浦的賽事中上陣。2008年11月，他在以0-1的比分於主場不敵愛華頓的賽事中首次在2008/09球季於聯賽上陣。
2009年一月轉會市場時，保定被球會外借至多蒙特直至球季結束。2008/09球季結束後，他重返熱刺。2009年8月，他是在以5-1的比分擊敗唐卡士打的聯賽盃賽事中最後一次代表熱刺上陣。

### 樸茨茅夫
2009年8月，保定以大約400萬英鎊以內的轉會費轉投樸茨茅夫並簽訂三年合約。他在以2-3的比分不敵狼隊的賽事中攻入其處子入球。其後，他在接下來的賽事延續其良好表現，並在保羅·赫特的鑽石中場陣式中擔任進攻中場，還贏得9月樸茨茅夫最佳球員。

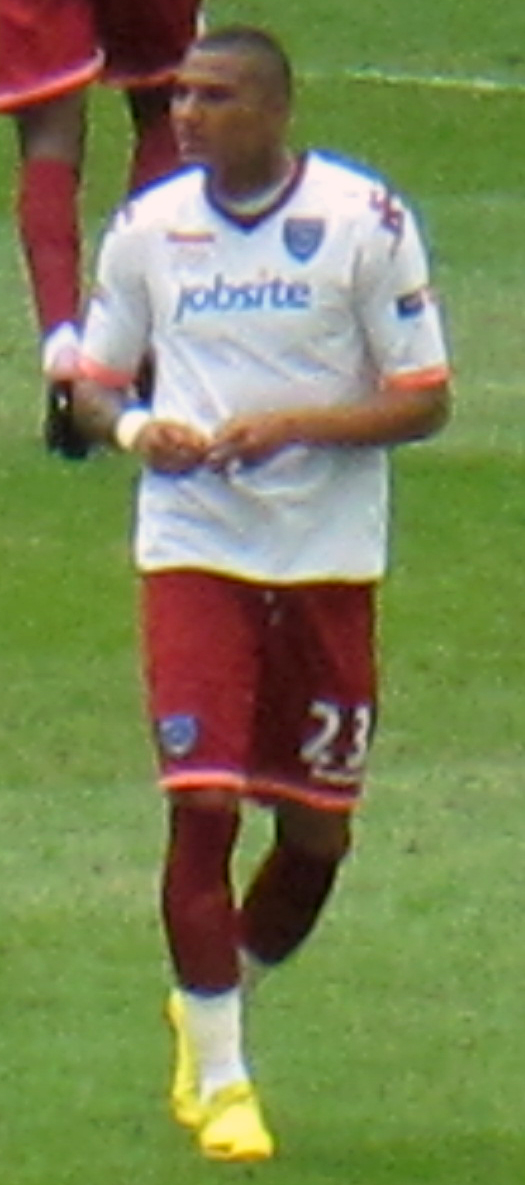
奇雲保定代表樸茨茅夫出戰2010年英格蘭足總杯決賽

2010年5月15日，保定在以0-1的比分不敵車路士的足總盃決賽中侵犯車路士球員米高·波歷克，使他右腳腳踝韌帶部分撕裂，從而讓這名德國隊長未能參與2010年世界盃。其後，保定在54分鐘時主罰十二碼但被佩特·施治撲出。稍後，他對於侵犯波歷克一事致歉並說道：「我很抱歉，這不是故意的，我只是來得太遲，卻完全攔截了。」

### AC米蘭
憑藉在2010年世界盃出色的表現，奇雲·保定於2010年8月14日離開降班至英冠的樸茨茅夫，加盟意甲球隊熱拿亞，轉會費為650萬歐元，簽約4年、稅後年薪160萬歐元，但馬上被另一支意甲球會AC米蘭以100萬歐元租借，一年後AC米蘭有優先買斷權。協議後來由租借改為取得共同擁有權。博阿滕加盟后表示，若AC米兰夺得该季意甲联赛冠军，他将在夺冠庆典上表演“太空步”舞蹈。最终米兰夺得了该季的联赛冠军，庆典仪式上博阿滕在圣西罗球场8万名观众的注目下履行了自己的承诺。当地时间2011年5月24日AC米兰官方宣布收购了其全部所有权，据报道转会费达到700万欧元。
2011年10月23日，博阿滕在AC米兰客场挑战莱切的联赛中下半时替补上场，在3:0落後的形勢下下，14分鐘內上演帽子戏法，帮助球队3-4大逆转获胜。

### 史浩克04
2013年8月30日，史浩克04總經理希迪確認奇雲保定和球會簽下四年合約，穿上9號球衣。
2015年5月，史浩克04和奇雲保定解約，他為史浩克04在德甲賽事上陣46場、攻入6球。

### 重返AC米蘭
2016年1月5日，奇雲保定重返AC米蘭。
2016年5月25日，奇雲保定離隊。

### 拉斯彭馬斯
2016年8月2日，奇雲保定通過體測後以自由身與拉斯彭馬斯簽約一年。
2016年10月，在維拉利爾對陣拉斯彭馬斯的比賽中，奇雲保定攻入了一記精彩的窩利，但拉斯彭馬斯最後以1:2落敗。
2017年8月，保定因家庭原因，決定與球會提前解除餘下3年合約。

## 國家隊
奇雲·保定曾代表德國U-15、U-16、U-19和-U21上陣41場及攻入8球。2005年7月20日，他在歐洲U-19足球錦標賽以3-0的比分擊敗希臘U-19的賽事中以一記在中心圓45碼外的入球建功而登上報章頭條。這記使人印象深刻的入球獲著名德國電視體育節目的觀眾選為該月最佳入球。
2006年世界盃時，保定曾獲給予機會代表加納上陣，但他拒絕。時任哈化柏林商業總經理迪特尔·赫内斯讚揚他拒絕代表加納而選擇代表德國。2007年3月27日，據德國傳媒報導指，他已經向德國隊領隊祖亞占·路維說他將會代表加納隊上陣。
9月9日，《柏林早報》（Berliner Morgenpost）報導指，由於在2007年6月於法國土倫期間，球隊訓練營所發生的負面事件，所以德國U-21領隊迪特尔·艾尔茨不會再徵召他。
2009年6月24日，保定宣佈由於缺乏被其祖國徵召的機會，他因而將會代表加納上陣，並希望成為2010年世界盃加納隊的大軍名單之一。由於他的國籍改變的申請仍未得到國際足協的批准，所以他未能代表加納上陣 。2010年5月7日，加納隊領隊米洛萬·拉耶瓦茨將他列入2010年世界盃30人的初步名單中。5月12日，國際足協最終批准他的改變國籍的申請，使他代表加納參與2010年世界盃之路暢通無阻。
奇雲·保定如願為加納隊在2010年世界盃上陣，穿上23號球衣。2010年6月23日，世界盃分組賽中，奇雲·保定效力的加納與他的弟弟謝洛美·保定效力的德國相遇，兩人都以正選身份上陣，結果德國隊以1-0勝出，但兩隊都能出線淘汰賽。這是首次有兩兄弟在國際比賽中分別效力兩隊球隊同場對壘。6月26日，唯一晉級淘汰賽的非洲球隊加納在16強於加時階段以2-1淘汰美國。奇雲·保定在賽事中以一個精彩的入球為加納隊先開紀錄，這也是他為加納隊上陣後的首個入球。

## 私人生活
保定的母親是德國人，父親則是加納人，叔父是前加納國腳，而他的外祖父則是德國傳奇球星赫尔穆特·拉恩的表親，赫爾穆特·拉恩曾在1954年世界盃射入奠勝球。他有兩名兄弟，佐治（並非中場佐治·保定）和謝洛美·保定。他們全都是足球員，他最年輕的弟弟热罗姆亦曾效力哈化柏林，現效力拜仁慕尼黑和德國。他自稱貧民區小子（The Ghetto Kid），這是因他在貧困的威丁長大。
據正式文件顯示，他的名字是奇雲·保定，但他自己寧願選擇奇雲-派斯作為自己的名稱，從而表達對父親派斯·保定的敬意。
他在加盟熱刺兩天後與交往已久的女友珍妮佛（Jennifer）結婚，但二人在2011年離婚，二人育有一子。

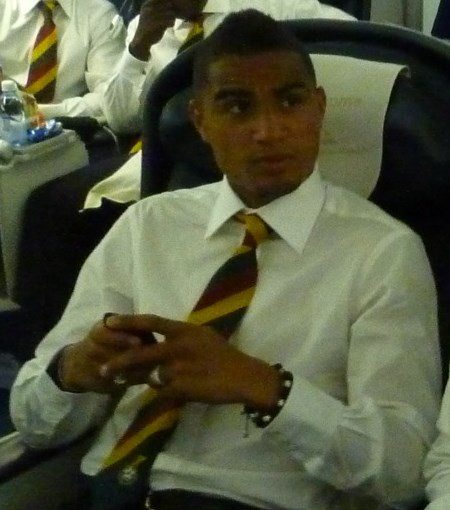
奇雲保定於2013年

保定在2011年尾與意大利名模梅麗莎（Melissa） 相戀，二人在2016年結婚。
保定身上有13處紋身。關於他二頭肌上的紋身，他說道：「在這裡可以從我的父親看見非洲和加納」，並稱：「我身上紋有我妻子的名稱和我的家鄉—柏林。我身上亦有兩位小丑，一位是微笑的，另一位則是哭泣的。這代表現在微笑，稍後哭泣。」

## 荣誉
意大利足球甲级联赛 冠军 2010-11赛季

## 外部連結
- （英文）足球数据库：奇雲·保定的球员统计数据
- （德文）Career stats at Fussballdaten.de（页面存档备份，存于）
- （英文）Profile at Transfermarkt.co.uk
- AC米蘭官方 奇雲·保定檔案（页面存档备份，存于）